# Petit Eva - Evangelion@School
Petit Eva - Evangelion@School (ぷちえヴぁ〜EVANGELION@SCHOOL〜?, Puchi Eva ~Evangerion atto sukūru~, lett. "Piccolo EVA: Evangelion a scuola") è una serie parodistica disegnata in stile super deformed che vede i personaggi di Neon Genesis Evangelion nei panni di studenti di una scuola di Neo Tokyo-3, compresi l'Eva 01 e tre sorelle-Rei: una simile alla Rei I bambina, una simile alla Rei II vistasi per la maggior parte della serie, una simile alla Rei della realtà alternativa dell'ultimo episodio.
La prima serie manga, disegnata da Ryūsuke Hamamoto, è stata pubblicata dalla Kadokawa Shoten sulla rivista Monthly Shōnen Ace e raccolta in due volumi, usciti rispettivamente il 25 ottobre 2008 e il 26 dicembre 2009. Un'altra serie manga, intitolata Petit Eva - Bokura tanken dōkōkai (ぷちえヴぁ ぼくら探検同好会? lett. "Petit Eva - Noi associazione di esplorazioni") e disegnata da Maki Ozora, è stata pubblicata sulla rivista Kerokero Ace e raccolta poi in un unico volume uscito il 26 giugno 2009. Entrambi i manga sono in formato yonkoma: a strisce di quattro vignette che si leggono dall'alto in basso.
Dal manga è stato tratto un ONA in computer grafica 3D di 24 episodi e un videogioco per Nintendo DS intitolato Petit Eva - Evangelion@Game (ぷちえヴぁ〜EVANGELION@GAME〜?, Puchi Eva ~Evangerion atto geimu~), uscito il 20 marzo 2008.

## Manga

### Petit Eva - Evangelion@School
| Nº | Giapponese 「Kanji」 - Rōmaji | Data di prima pubblicazione             | Data di prima pubblicazione |
| Nº | Giapponese 「Kanji」 - Rōmaji | Giapponese                              | Italiano                    |
| 1  | 「ぷちえヴぁ ふぁーすとの巻」 | 25 ottobre 2008 ISBN 978-4-04-715100-0  | -                           |
| 2  | 「ぷちえヴぁ せかんどの巻」   | 26 dicembre 2009 ISBN 978-4-04-715353-0 | -                           |

### Petit Eva - Bokura tanken dōkōkai
| Nº | Giapponese 「Kanji」 - Rōmaji   | Data di prima pubblicazione           | Data di prima pubblicazione |
| Nº | Giapponese 「Kanji」 - Rōmaji   | Giapponese                            | Italiano                    |
| 1  | 「ぷちえヴぁ ぼくら探検同好会」 | 26 giugno 2009 ISBN 978-4-04-715262-5 | -                           |

## Anime

L'Eva 01 e Shinji Ikari in un episodio dell'ONA

Dal manga è stato tratto un ONA in computer grafica 3D di 24 episodi da tre minuti l'uno, pubblicato sul sito internet di Bandai Channel. Gli episodi sono stati raccolti in due DVD usciti l'11 marzo 2009: il primo, detto Nice Rainbow Disc, contiene i nove episodi prodotti da Kanaban Graphics con la regia di Shin'ichirō Miki, e il secondo, detto Xebec Disc, contiene gli altri episodi, prodotti dallo studio Xebec con la regia di Hiroaki Sakurai, mentre per la trasmissione su internet erano stati mescolati.

### Episodi
| Nº | Giapponese 「Kanji」 - Rōmaji                   | In onda        | In onda |
| Nº | Giapponese 「Kanji」 - Rōmaji                   | Giapponese     |         |
| 1  | 「学校に行く」 - Gakkō ni Iku                   | 20 marzo 2007  |         |
| 2  | 「お掃除の時間」 - Osōji no Jikan               | 28 marzo 2007  |         |
| 3  | 「友情」 - Yūjō                                 | 20 marzo 2008  |         |
| 4  | 「拾った」 - Hirotta                            |                |         |
| 5  | 「青春の時間」 - Seishun no Jikan               |                |         |
| 6  | 「体操の時間」 - Taisō no Jikan                 |                |         |
| 7  | 「誰だ?」 - Dare da?                            | 11 luglio 2008 |         |
| 8  | 「ロマンスかぁ」 - Romansu kaa                  |                |         |
| 9  | 「お手紙の時間」 - Otegami no Jikan             |                |         |
| 10 | 「体操の時間―補完―」 - Taisō no jikan -Hokan-   |                |         |
| 11 | 「三姉妹」 - Sanshimai                          |                |         |
| 12 | 「ボコボコ」 - Bokoboko                         |                |         |
| 13 | 「いねむりの時間」 - Inemuri no Jikan           |                |         |
| 14 | 「お掃除の時間―補完―」 - Osōji no jikan -Hokan- |                |         |
| 15 | 「いかり」 - Ikari                              |                |         |
| 16 | 「新おもちゃ」 - Shin Omocha                    |                |         |
| 17 | 「お昼休みの時間」 - Ohiruyasumi no Jikan       |                |         |
| 18 | 「青春の時間―補完―」 - Seishun no Jikan -Hokan- |                |         |
| 19 | 「ともだち」 - Tomodachi                        |                |         |
| 20 | 「おそい！」 - Osoi!                            | -              |         |
| 21 | 「ちゃみせ」 - Chamise                          |                |         |
| 22 | 「対決」 - Taiketsu                             |                |         |
| 23 | 「風邪引いた」 - Kaze Hiita                     |                |         |
| 24 | 「飛んでく」 - Tondeku                          |                |         |